# Leptorchestinae
Leptorchestinae Wesolowska, 2006 è una sottofamiglia di ragni appartenente alla famiglia Salticidae dell'ordine Araneae della classe Arachnida.

## Distribuzione
Il genere oggi noto di questa sottofamiglia è endemico dell'Uganda.

## Tassonomia
A maggio 2010, è composta da un solo genere:
- Ugandinella Wesolowska, 2006 — Uganda (1 specie)